# Wolfersdorf (Stockheim)
Wolfersdorf ist ein Gemeindeteil von Stockheim im oberfränkischen Landkreis Kronach in Bayern.

## Geographie
Das Dorf liegt am rechten Ufer der Haßlach, dem Hauptort Stockheim gegenüber. Unmittelbar östlich davon gibt es einen Hohlweg, der als Geotop ausgezeichnet ist. Eine Gemeindeverbindungsstraße führt nach Neukenroth zur Bundesstraße 85 (1,7 km nördlich) bzw. nach Reitsch (1 km südöstlich). Eine weitere Gemeindeverbindungsstraße führt nach Stockheim zur B 85 (0,6 km westlich).

## Geschichte
Wolfersdorf wurde 1279 erstmals urkundlich erwähnt und war damals im Besitz des Klosters Langheim. Im 14. Jahrhundert kam es zusammen mit dem Stift Teuschnitz zum Bistum Bamberg.
Gegen Ende des 18. Jahrhunderts gab es in Wolfersdorf 15 Anwesen (4 Güter, 4 halbe Güter, 1 Zweidrittelgut, 1 Drittelgut, 4 Söldengüter, 1 Mahl- und Schneidmühle) und ein Gemeindehirtenhaus. Das Hochgericht übte das bambergische Centamt Kronach aus. Die Dorf- und Gemeindeherrschaft hatte das Vogteiamt Kronach inne. Die Grundherrschaft über sämtliche Anwesen oblag dem Kastenamt Kronach. Neben den Anwesen gab es ein Schloss, ein Pächterhaus und ein Bräuhaus, alle herrschaftliche Gebäude.
Mit dem Gemeindeedikt wurde Wolfersdorf dem 1808 gebildeten Steuerdistrikt Stockheim zugewiesen. Mit dem Zweiten Gemeindeedikt entstand 1818 die Ruralgemeinde Wolfersdorf. Sie war in Verwaltung und Gerichtsbarkeit dem Landgericht Kronach zugeordnet und in der Finanzverwaltung dem Rentamt Kronach (1919 in Finanzamt Kronach umbenannt). Ab 1862 gehörte Wolfersdorf zum Bezirksamt Kronach (1939 in Landkreis Kronach umbenannt). Die Gerichtsbarkeit blieb beim Landgericht Kronach (1879 in das Amtsgericht Kronach umbenannt). Die Gemeinde hatte eine Gebietsfläche von 2,787 km².
Am 1. Januar 1972 wurde Wolfersdorf im Zuge der Gebietsreform in Bayern in Stockheim eingegliedert.

### Baudenkmäler
In der Bayerischen Denkmalliste sind fünf Baudenkmäler aufgeführt:
- Zwei Wohnstallhäuser
- Drei Bildstöcke

Die folgenden Häuser listete Tilmann Breuer in dem Buch Landkreis Kronach von 1964 auf Seite 285 mit ihren ursprünglichen Hausnummern auch als Kunstdenkmale auf. Sie sind in der Denkmalschutzliste nicht aufgeführt, da sie entweder nicht aufgenommen, abgebrochen oder stark verändert wurden.
- Haus Nr. 4: Eingeschossiger Wohnstallbau mit Satteldach, 17./18. Jahrhundert, teilweise verschieferter Blockbau, teilweise massiv erneuert.
- Haus Nr. 17: Erneuertes, zweigeschossiges Gebäude, der Türsturz ist mit „JZM 18/25 AMM“ bezeichnet.

### Einwohnerentwicklung
| Jahr      | 1818  | 1840   | 1852   | 1855   | 1861   | 1867   | 1871   | 1875   | 1880   | 1885   | 1890   | 1895   | 1900   | 1905   | 1910   | 1919   | 1925   | 1933   | 1939   | 1946   | 1950   | 1952   | 1961  | 1970   | 1987   | 2016  |
| Einwohner | 76    | 112    | 126    | 146    | 154    | 139    | 157    | 157    | 151    | 145    | 143    | 138    | 141    | 178    | 185    | 153    | 155    | 134    | 137    | 186    | 183    | 186    | 178   | 169    | 165    | 180   |
| Häuser    | 14    |        |        |        |        |        | 17     |        |        | 17     | 17     |        | 16     |        |        |        | 17     |        |        |        | 20     |        | 29    |        | 43     |       |
| Quelle    | [ 7 ] | [ 10 ] | [ 10 ] | [ 10 ] | [ 11 ] | [ 12 ] | [ 13 ] | [ 14 ] | [ 15 ] | [ 16 ] | [ 17 ] | [ 10 ] | [ 18 ] | [ 10 ] | [ 19 ] | [ 10 ] | [ 20 ] | [ 10 ] | [ 10 ] | [ 10 ] | [ 21 ] | [ 10 ] | [ 1 ] | [ 22 ] | [ 23 ] | [ 2 ] |

## Religion
Der Ort ist römisch-katholisch geprägt und nach St. Katharina in Neukenroth gepfarrt. Die protestantische Minderheit ist nach St. Laurentius in Burggrub gepfarrt.